# 武汉市居住证
武汉市居住证是非武汉市户籍人员在武汉市工作和居住的证件。目前武汉市有流动人口292万人，其中大部分办理了居住证。

## 背景
2011年3月15日武汉市颁布实施的《居住证管理暂行办法》和2016年1月1日起国务院颁布实施的《居住证暂行条例》。

## 证件
武汉市居住证为信用卡大小的卡片证件：
- 正面印有“武汉市居住证”和“武汉市公安局制”字样；部分多用途证件左下角印有汉口银行字样，右上角印有武汉通字样；
- 反面印有持证人姓名、性别、民族、身份证号、居住证号、户籍所在地、在武汉的住址和有效期等信息，和持证人一寸彩色照片。

### 签注办理
居住证有效期为1年，期满后持证人如继续居住，须在满1年之前1个月内，携带本人的相关证明材料在流动人口管理站申请，经社区民警或流动人口协管员核实无误后，在2个工作日内完成签注并返还给持证人。受2015年居住证新规影响，2015年3月1日至2016年2月29日之间办理的居住证，系统自动签注一年。

## 申领资格
在武汉市居住的非本市户籍公民，有下列条件之一的，可以申领居住证：
- 合法稳定住所：需提供租房合同，或房产证、购房合同，或者用人单位、就读学校保卫部门出具的住宿证明；
- 合法稳定就业：需提供工商营业执照，或劳动合同，或用人单位人事部门出具的劳动关系证明；
- 就读证明：需提供武汉市学校的学生证，或就读学校保卫部门出具的其他能够证明连续就读的材料；

2016年3月1日起，增加需要在武汉连续居住6个月以上的要求。

## 本地待遇
《武汉市居住证》持有人凭居住证在办理社保、公积金、出入境证件、驾驶证学习、买车和上牌等公共业务时与本地市民同等待遇。

## 积分落户
2017年10月1日起，武汉市面向非武汉市户籍人员正式实施“积分入户政策。符合４个基本条件可申请武汉积分入户，即：在武汉市拥有合法稳定住所（含合法租赁住房）、参加本市社会保险、持有本市有效居住证、不超过法定退休年龄。其中的“社保”一项，对缴纳的年限并无要求。

居住证以个人征信和文明记录为参考依据，制定了11项加分和4项减分事项并纳入积分体系。
- 在武汉市信用信息公共服务平台中收录有“失信黑名单”记录的“老赖”等行为人，每条记录扣减20分；
- 参加志愿服务，每满10小时积1分，最高加10分；
- 参加无偿献血，每次积2分等。

在2017年首批通过审核的1768人中，申请落户武汉中心城区为1496人，申请落户武汉新城区、开发区的有272人。申请在武汉中心城区落户的，总积分均大于或等于70分；申请在新城区、开发区落户的，总积分均不低于60分。申请人通过审核、公示、复核等环节后，获得由武汉市公安部门开具的《准予迁入证明》并以此办理落户手续。